# Engim
L'Engim (Ente Nazionale Giuseppini del Murialdo) è un ente di formazione italiano fondato per iniziativa della congregazione religiosa dei Giuseppini del Murialdo.

## Fonte carismatica

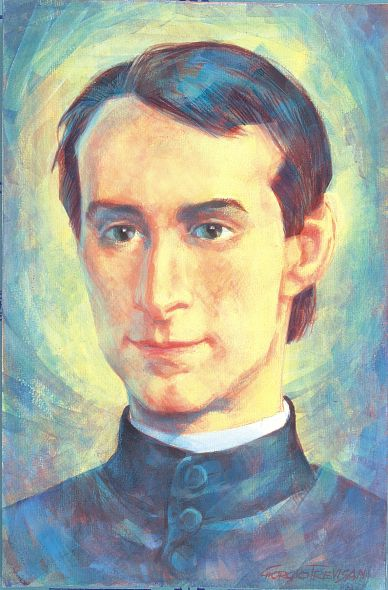
San Leonardo Murialdo

Si ispira a san Leonardo Murialdo, fondatore dei Giuseppini del Murialdo, che nel XIX secolo si preoccupava che i ragazzi che accoglieva al Collegio Artigianelli di Torino potessero apprendere bene un mestiere e collocarsi opportunamente a bottega o nelle officine del periodo della nascente industrializzazione.
Ha scelto come suo motto "è tempo di costruire" e come logo un mosaico appena abbozzato per indicare la scelta di voler costruire, ovvero formare, i giovani che frequentano i suoi centri di formazione.

## Attività
Svolge attività di formazione iniziale per aiutare i ragazzi ad inserirsi nel mondo del lavoro attraverso corsi di qualifica professionale, corsi di specializzazione, corsi post-diploma e corsi di istruzione e formazione tecnica superiore.
Svolge inoltre attività di formazione continua rivolta ad adulti che vogliono rinnovare la loro formazione professionale perché estromessi dal mondo del lavoro (disoccupati) oppure perché vogliono progredire nel loro inserimento lavorativo.

## Diffusione sul territorio nazionale
È presente in una quindicina di centri di formazione professionale privati distribuiti nelle seguenti regioni italiane: Piemonte, Lombardia, Veneto, Emilia-Romagna, Lazio, Sicilia.

## Cooperazione internazionale
L'Engim si è dotata di una struttura parallela come Ong (organizzazione non governativa) che svolge attività di solidarietà internazionale per i paesi emergenti. Attualmente opera in Sierra Leone, Guinea-Bissau, Albania, Romania, Ecuador, Bolivia, Brasile, Argentina, Mali, Messico, India, Colombia, Ghana, Mozambico e Libano.